# Mala Bosna
 Ovo je glavno značenje pojma Mala Bosna. Za dio Vinkvaca pogledajte Mala Bosna (Vinkovci).
Mala Bosna (srp. Мала Босна, mađ. Kisbosznia) je selo u Bačkoj u autonomnoj pokrajini Vojvodini, Srbija.

## Upravna organizacija
Nalazi se u sjevernobačkom okrugu, u općini Subotica.

## Povijest
Prije 1945. se zvao Hrvatski Majur (negdje ga se navodi i malim slovom, Hrvatski majur), a danas je u njegovom sastavu istoimeni zaselak.  

## Stanovništvo
U Maloj Bosni živi 1245 st. (popis 2002.). Relativnu većinu čine Hrvati, koji sa stanovnicima izjašnjenim kao "Bunjevcima" čine apsolutnu većinu.
Narodnosni sastav 2002.:
- Hrvati = 621 (49.88%)
- Bunjevci = 283 (22.73%)
- Mađari = 92 (7.39%)
- Srbi = 69 (5.54%)
- Jugoslaveni = 69 (5.54%)
- Muslimani = 24 (1.93%)

### Povijesna naseljenost
- 1961.: 2883
- 1971.: 2318
- 1981.: 1835
- 1991.: 1488

## Hrvati u Maloj Bosni
Mala Bosna danas (po stanju od 15. prosinca 2002.) daje 5 elektora u Hrvatsko nacionalno vijeće Republike Srbije.
U Maloj Bosni djeluje Hrvatska udruga kulture "Lajčo Budanović".

## Kultura
Mala Bosna je mjesto održavanja dijela programa žetvene manifestacije bunjevačkih Hrvata, Dužijance.
Od 2002. se u Maloj Bosni održava folklorna manifestacija Mladost pleše u organizaciji Hrvatske udruge kulture "Lajčo Budanović".

## Gospodarstvo
Važni čimbenik gospodarskog života bio je subotički Agrokombinat, koji je u Maloj Bosni imao farmu svinja.

## Šport
Od 1958. godine do 2015. u Maloj Bosni pet puta pokrenut je nogometni klub i isto toliko puta bio ugašen. 2015. osnovan je novi nogometni klub, OFK Mala Bosna 2015.

## Poznate osobe
- Jela Cvijanov, naivna slikarica
- Bela Ivković, kulturni i javni djelatnik hrvatske zajednice u Vojvodini